# Independence (Kentucky)
Independence – miasto w Stanach Zjednoczonych, w stanie Kentucky, w hrabstwie Kenton.